# S Девы
S Девы (лат. S Virginis), HD 117833 — двойная звезда в созвездии Девы на расстоянии (вычисленном из значения параллакса) приблизительно 1480 световых лет (около 454 парсек) от Солнца. Визуальная звёздная величина звезды — от +13,2m до +6,3m.
Зарегистрировано излучение SiO-мазера*.

## Характеристики
Первый компонент — красный гигант, пульсирующая переменная звезда, мирида (M) спектрального класса M6-M7e, или M6IIIe-M9,5e, или M7IIIe, или M7, или Md. Масса — около 2,04 солнечной, радиус — около 1469,065 солнечного, светимость — около 38173,9 солнечной. Эффективная температура — около 3284 K.
Второй компонент — красный карлик спектрального класса M. Масса — около 220,29 юпитерианской (0,2103 солнечной). Удалён в среднем на 1,897 а.е..